# 1532

## Esdeveniments
- Francisco Pizarro captura l'inca Atahualpa
- Publicació d'El Príncep de Maquiavel

## Naixements
- Mehmed Zaim, historiador otomà.
- John Hawkins, traficant d'esclaus, navegant i militar anglès.

## Necrològiques
- Tarragona: Lluís de Cardona i Enríquez, President de la Generalitat de Catalunya